# Мечеть Гатауллы муллы
Мечеть Гатауллы муллы (Шестая соборная мечеть Троицка) — каменная мечеть в городе Троицке Челябинской области.

## История
Построена в 1894-1895 годах на средства купца Абдулвали Яушева на углу улицы Базарной и Осиповского переулка (ныне улицы Ленина и Дубинина). Своё название получила по имени первого имама. В 1928 году была закрыта, и её здание использовалось не по назначению (магазин), однако минарет в советское время не разрушался. В 1977 году здание мечети было признано памятником архитектуры регионального значения. В начале 1990-х годов здание мечети было возвращено верующим. Оно было отреставрировано в 2002-2009 годах. С 2009 года вновь действует.
Используется ММРО «Махалля-мечеть № 722». Памятник архитектуры — объект культурного наследия РФ № 7400365000 (решение облисполкома от 20.09.1977 № 371).